# 독일 마르크
독일 마르크(독일어: Deutsche Mark 도이체 마르크[*], 약칭 DEM, DM)는 서독(1948년부터 1990년까지)과 독일(1990년부터 2002년까지)의 옛 통화로, 연합국이 독일을 점령한 1948년부터 처음 사용되었다. 1 마르크는 100 페니히(Pfennig)에 해당된다.
독일 마르크는 2002년 2월 28일까지 유로와 함께 통용되었으며, 1, 2, 5, 10, 50 페니히, 1, 2, 5, (10 - 기념주화 은화) 마르크짜리 동전과 5, 10, 20, 50, 100, 200, 500, 1000 마르크짜리 지폐가 통용되었다. 유로와의 교환 비율은 1 유로 = 1.95583 마르크이다.

## 화폐 통합
독일의 화폐 통합은 1990년 5월 18일에 동독과 서독이 동의 후 서명한 '화폐·경제·사회 통합조약'에 규정되어 있는 내용이다. 화폐 통합에서는 주로 동독 마르크와 서독 마르크의 화폐 교환 비율에 대한 내용이 주된 내용인데 동독에서 사용한 마르크는 서독에서 사용하는 마르크에 대해 1:1~1:2의 비율로 통합되었다.

### 과정
1989년 11월 9일 베를린 장벽이 붕괴된 상황에서 동독 지도부의 해체는 가속화되었다. 이러한 상황에서 콜 수상은 11월 28일 연방제 추진 10개항 통일 방안(Zehn Punkte Programm)을 제시하였지만 이는 사실상 기존의 단계적 통일 방안과는 큰 차이가 없었다.
서독 정부가 이 방안을 통해 구체적인 실천에 착수하는 동안 동독의 정치적 상황은 급변하기 시작했고 12월 20일 콜과 한스 모드로프 동독 수상은 드레스덴에서 정상회담을 갖고 1990년 4월까지 양 독일간에 '조약공동체(Vertragsgemeinschaft)'를 구성할 것에 합의하였다.
동서독 화폐·경제 통합에 대한 구체적 논의가 시작된 것은 1990년 2월 6일 콜 수상이 급진적인 화폐통합을 제안하면서부터였다. 2월 13일 본에서 개최된 두 번째 정상회담에서 콜 수상은 모드로프 수상에게 동독의 화폐단위 및 법적 지불 수단을 서독 마르크화로 대체할 것을 제안하였다. 이를 위해 화폐 통합 및 경제 공동체 형성을 위한 기구인 '공동전문 위원회(Expertengesprache)' 가 구성되었다.
한편 1990년 3월 18일 동독은 최초의 자유 총선거를 실시하게 되었고 선거 결과 서독마르크의 즉각적인 도입과 조속한 통일을 공약으로 내세운 기민당(CDU) 중심의 '독일연맹'(Allianz fur Deutschland, 약자로 AFD)의 승리로 끝났다. 이를 계기로 총체적인 통일 과정은 급진적인 방향으로 진행되었고 새로운 수상으로 선출된 로타 드 메지에르(Lothar de Maiziere)는 4월 25일부터 5월 17일에 걸쳐 본격적인 협상에 박차를 가했다.
마침내 1990년 5월 18일에 동독과 서독이 '화폐 경제 사회 통합조약'에 서명하게 되고 6월 21에는 서독 연방의회와 동독 의회가 각각 조약을 비준하고 다음날 서독연방평의회도 국가조약을 통과시켰다. 7월 1일부로 조약은 효력을 발생하였고 서독 마르크가 양 독일의 공식 통용화폐가 되었다.

### 화폐 통합 이론
언급된 화폐 통합의 방법은 크게 두 가지로 단계적 통합론과 동시적 통합론으로 나눌 수 있다. 이에 관한 내용은 다음의 표로 정리할 수 있다.
|             | 단계적 통합 | 동시적 통합 |
| ----------- | --- | --- |
| 경제적 측면 | *구조적응 과정에서 경제에 대한 충격 완화 * 가격·품질면에서 열세인 동독 * 산업의 구조조정에 유리 * 환율을 통한 국내산업보호로 국제경쟁력 약화 방지 * 대량실업사태 방지 * 경제개혁과정의 지연 * 서독으로 우수인력 유출 | * 가격자유화 등 개혁의 즉각적 실시 * 준비.조정과정없이 국제경쟁시장에 돌입 * 동독경제의 전반적 붕괴 위험 * COMECON 판매시장의 상실 * 대량실업 발생 우려 *기업의 대량 도산 우려 |
| 정치적 측면 | * 동독 스스로 문제 해결 * 동독의 경제정책상의 주권 유지 * 서독으로부터의 장기간에 걸친 지원 필요 * 완만한 정치적 통합                                                                                                | * 강력한 급진적 파급 효과 *동독의 통화 및 경제정책 운용상의 자율권 포기 * 독자적인 정책수립 포기 * 서독의 즉각적인 대규모 지원 필요                                            |
| 분배적 측면 | * 점진적인 소득향상 *초반 임금수준은 낮으나 긍정적 * 경제발전시 급속한 소득향상 * 연대적 고통 분담: 저소득층을 위한 고소득층의 상대적 손실                                                                           | * 임금․ 연금․ 예금 등의 실질가치 인상에 따른 즉각적인 소득 상승 * 저렴한 가격으로 서구제품 구입 용이 * 빈민층·실업자층의 소득저하, 고소득층의 소득향상                         |

결과적으로 콜 수상은 연방경제성과 경제자문위원회가 제시한 ‘선 경제개혁, 후 화폐통합’이란 단계적 통합방안을 거부하고 동시적 화폐·경제 통합이라는 결정을 내렸다.

## 준비 통화
유로화로 전환하기 전, 독일 마르크는 미국 달러 이후 가장 큰 국제 준비 통화였다.

## 같이 보기
- 독일의 경제
- 독일의 유로 주화
- 라이히스마르크